# Naâma (distrito)
Naâma é um distrito localizado na província de Naâma, Argélia, e cuja capital é a cidade de mesmo nome.[carece de fontes?]

## Comunas
O distrito consiste de apenas uma única comuna:
- Naâma